# Danh sách sự kiện pay-per-view của WWE
| Tháng | Sự kiện               | Năm đầu tổ chức |
| ----- | --------------------- | --------------- |
| 1     | Royal Rumble          | 1988            |
| 2     | Elimination Chamber   | 2010            |
| 3     | Fastlane              | 2015            |
| 4     | WrestleMania          | 1984            |
| 5     | WrestleMania Backlash | 1999            |
| 6     | Hell in a Cell        | 2009            |
| 7     | Money in the Bank     | 2010            |
| 8     | SummerSlam            | 1988            |
| 9     | Extreme Rules         | 2009            |
| 10    | Crown Jewel           | 2018            |
| 11    | Survivor Series       | 1987            |
| 12    |                       |                 |

Mỗi tháng, WWE thường xuyên tổ chức 1 hoặc 2 sự kiện pay-per-view. Mỗi sự kiện thường kéo dài 3 tiếng đồng hồ và bao gồm từ 6-12 trận đấu. Các sự kiện pay-per-view chiếm một phần lớn trong nguồn thu nhập của WWE.

## Các sự kiện pay-per-view cũ
- 1985: The Wrestling Classic
- 1991: Tuesday in Texas
- 1995-1999: In Your House
- 1997, 2003-2004: Bad Blood
- 1998-2000: Fully Loaded
- 1998-1999: Over The Edge
- 2001: InVasion
- 2006: December to Dismember

### Các sự kiện pay-per-view quốc tế
- 1997: One Night Only
- 1998: Mayhem in Manchester
- 1998: Capital Carnage
- 1999: No Mercy (UK)
- 1999-2002: Rebellion
- 2000-2003: Insurrextion